# Bargny
Bargny är en stad och kommun i västra Senegal. Den är en förort till Dakar och är belägen i Dakarregionen. Folkmängden uppgår till cirka 60 000 invånare.